# Khusropur
Khusropur är en ort i Indien.   Den ligger i distriktet Patna och delstaten Bihar, i den nordöstra delen av landet, 900 km öster om huvudstaden New Delhi. Khusropur ligger 56 meter över havet och antalet invånare är 12 976.
Terrängen runt Khusropur är mycket platt. Runt Khusropur är det tätbefolkat, med 790 invånare per kvadratkilometer. Närmaste större samhälle är Harnaut, 19,2 km sydost om Khusropur. Trakten runt Khusropur består till största delen av jordbruksmark.